# Opel Monza
O Monza é uma versão coupe do Opel Senator.

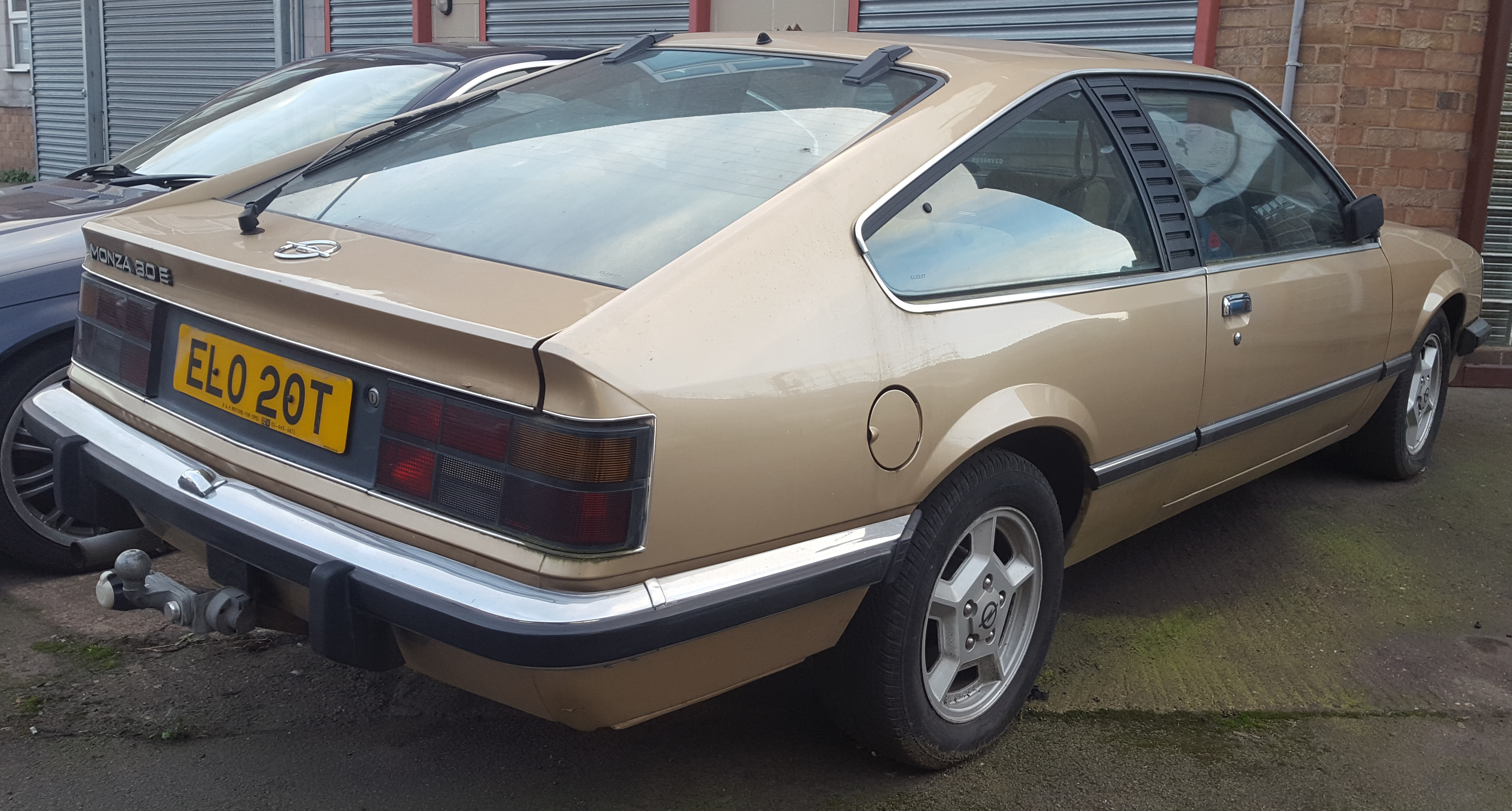
Monza Coupé